# مايوه لبنت الأسطى محمود (فلم)
مايوه لبنت الأسطى محمود هو فيلم مصري، من تأليف إحسان عبد القدوس وإخراج إبراهيم الشقنقيري ، ومن إنتاج قطاع الإنتاج - اتحاد الإذاعة والتلفزيون (ج.م.ع) و بطولة كل من محمد رضا - كريمة مختار - يسرا - صبري عبد المنعم - محمد شوقي - أحمد عمار - كمال عبد العزيز - عزيز حافظ - أحمد حافظ - عبد المنعم عبد الرحمن - حسان فضل - سعيد بكر - دينا عبد الله.

## القصة
تدور أحداثه حول أسطى بمصنع خرج للمعاش.. ويعيش مع أسرته بشقة قديمة بحى شعبى.. يدير الآب بيته بالحزم، سواء مع زوجته أو مع ابنتيه ويبدو رجلاً متحفظاً يراعى تقاليد وعادات طبقته.. وهناك شاب يعمل بالمصنع «صبرى عبد المنعم» يتوق للارتباط بابنة الأسطى «يسرا» فيلح عليه بالانضمام وأسرته إلى رحلة المصنع إلى المصيف لمدة أسبوع بالإسكندرية.. ليتسنى له التواصل مع ابنته.. يوافق الأسطى بعد إلحاح.. وعلى شاطئ البحر.. يتقرب الشاب من ابنته.. وينفرد بها خلسة ويبادلها كلمات الحب والهيام بعيداً عن رقابة الأب.. ويحرضها على ارتداء مايوه لتشاركه الاستمتاع بالسباحة بالبحر.. الابنة تلح على الأب ليشترى لها «مايوه».. وتشاركها الإلحاح والضغط أمها.. يرفض بشدة لكنه مع تواصل توسلات الأسرة يوافق في النهاية.. كما أنه يتخلى عن وقاره المصطنع ويرتدى هو أيضاً مايوهاً ويشاركهم جميعاً الاستمتاع بالسباحة.

## تمثيل
- محمد رضا
- يسرا
- كريمة مختار
- صبري عبد المنعم
- محمد شوقي
- دينا عبد الله
- عزيز حافظ
- أحمد حافظ
- حسان اليماني
- عبدالمنعم عبدالرحمن
- سعيد بكر
- أحمد عمار
- كمال عبدالعزيز

## وصلات خارجية
صفحة الفيلم في قاعدة بيانات الأفلام العربية